# Cecilia Isabel Chacón de Vettori

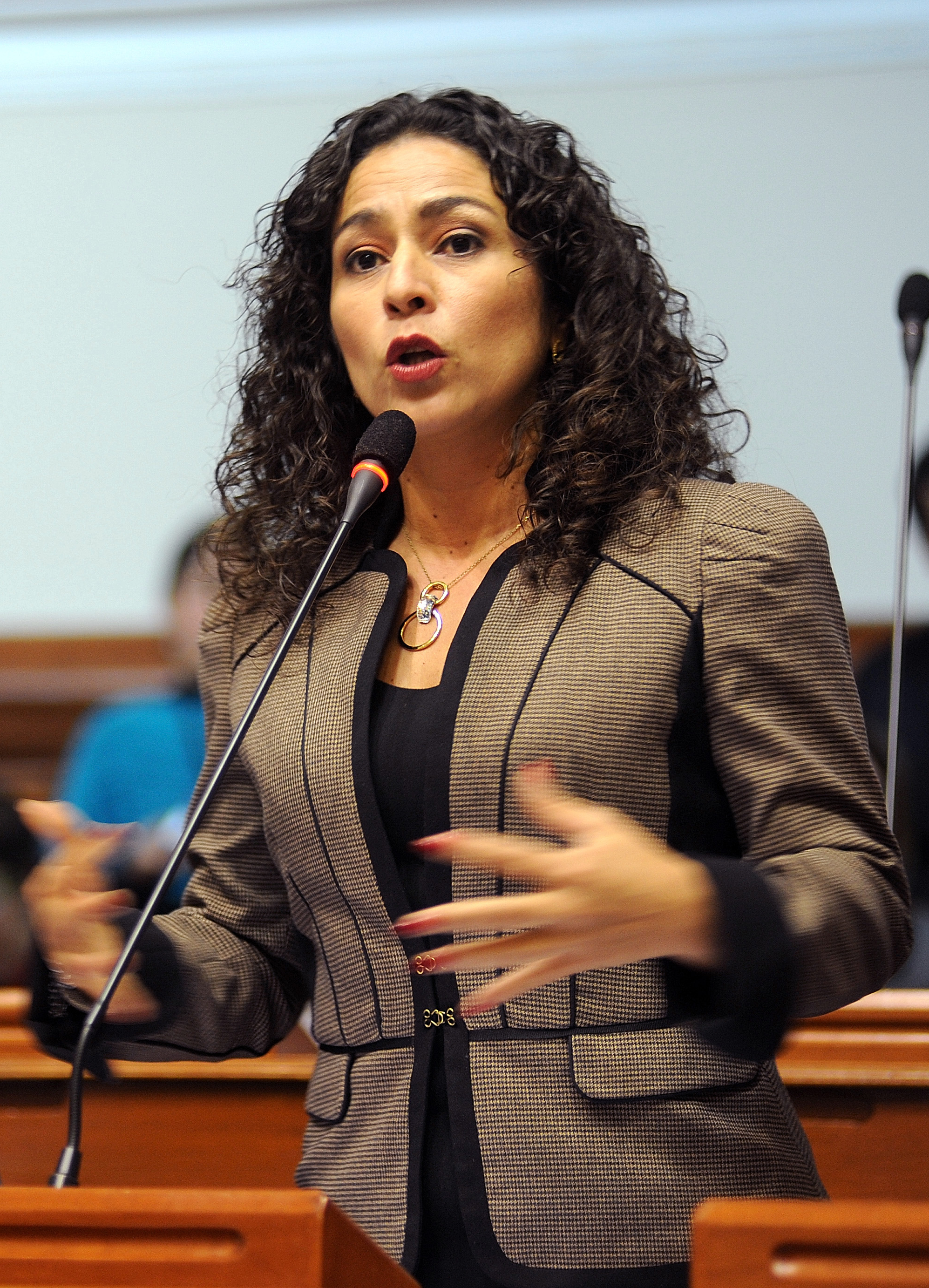
Cecilia Chacón (2010)

Cecilia Isabel Chacón de Vettori (* 3. Februar 1971 in Lambayeque) ist eine peruanische Unternehmerin und Politikerin.

## Leben
Cecilia Isabel Chacón de Vettori ist die Tochter von Isabel Aurora Vettori und Walter Chacón Málaga (1966 Innenminister und in den letzten Monaten des Regimes von Alberto Fujimori Presidente del Comando Conjunto de las Fuerzas Armadas und Studienkollege von Vladimiro Montesinos).
Cecilia Isabel Chacón de Vettori studierte Betriebswirtschaft an der Universidad Ricardo Palma Universidad Peruana de Ciencias Aplicadas. In Cajamarca war sie Vorsitzende der örtlichen Tourismuskammer und leitete die Hotelkette Hacienda del Sol.
2006 wurde sie für einen Wahlkreis in Cajamarca auf einer Liste der Alianza por el Futuro von Keiko Fujimori in den Kongress der Republik Peru gewählt. Wo sie von 2009 bis 2010 als erste Vize-Präsidentin fungiert.
Bei den Parlamentswahlen am 10. April 2011 kandidierte sie auf der Liste Fuerza 2011, einem Bündnis aus Anhängern von Keiko Fujimori und erhielt 15.762 Erststimmen.
Ein Gericht sah ihre Mittäterschaft bei der Bestechung von Beamten und unrechtmäßiger Bereicherung zu Lasten des peruanischen Staates als erwiesen an und verurteilte sie zu vier Jahren Gefängnis auf drei Jahre Bewährung sowie zur Zahlung von zwei Millionen Nuevos Soles als Entschädigung an den Staat. Sie hat die Auflage sich alle 60 Tage bei einem Gericht zu melden und ihr wurde die Ausübung von öffentlichen Ämtern für drei Jahre untersagt. Sie beabsichtigte das Urteil anzufechten.